# Комуністична партія Великої Британії (1920)
Комуністична партія Великої Британії (англ. Communist Party of Great Britain) — політична партія Великої Британії, що дотримувалась комуністичної ідеології. Існувала з 1920 до 1991 року, будучи найбільшою з комуністичних партій та організацій країни.

## Історія
Партію було засновано 1920 року під безпосереднім впливом ідей Жовтневого перевороту й Комінтерну. Партія була організована невеликими заснованими раніше марксистськими партіями: Британською соціалістичною партією, Групою «Комуністична єдність», Соціалістичною лейбористською партією та Соціалістичним товариством Південного Вельсу. Завдяки наявності у БСП одного представника у палаті громад, КПВ одразу отримала представництво у британському парламенті. Першим головою партії став Артур Макманус. 1921 до КПВ влилась Комуністична партія (Британська секція Третього Інтернаціоналу) на чолі з Сильвією Панкгерст і шотландська Комуністична лейбористська партія. На парламентських виборах 1922 року комуністи здобули 2 місця у палаті громад.
У 1930-х роках, додержуючись лінії Комінтерну, КПВ брала активну участь в антифашистській боротьбі, зокрема, у вуличних сутичках з британськими фашистами. Під час виборів 1935 партії вдалось провести одного свого представника до Палати громад. У 1939–1941 роках британські комуністи активно агітували за якнайшвидше встановлення миру, мотивуючи це тим, що війна має характер імперіалістичної з обох сторін. За результатами виборів 1945 комуністи здобули ще одне місце у Палаті громад, але втратили представництво у парламенті після виборів 1950 року, після чого вже не мали його. 1951 було ухвалено програму «Британський шлях до соціалізму» (англ. Britain's Road to Socialism).
Понад 7 тисяч членів залишили лави партії після придушення Угорського повстання 1956 року, у відставку з посту генерального секретаря тоді пішов Гаррі Полліт.
У 1970-х — 1980-х роках було засновано кілька комуністичних партій, що конкурували, як марксистсько-ленінської, так і єврокомуністичної та троцькістської орієнтації. 1991 року КПВ остаточно розпалась, і керівництво партії на чолі з Ніною Темпл створило партію Демократичні ліві. У той же час, у Великій Британії існує безліч комуністичних партій (CPGB (ML), CPGB (PCC), CPB (ML), CPB, NCPGB, RCG (UK), RCPB (ML)), а також Комуністичні партії Вельса (CPW) та Шотландії (CPS) та Комуністична партія Ірландії, яка в тому числі діє й у Північній Ірландії.

## Генеральні секретарі КПВ
- 1920—1929 — Альберт Інкпін
- 1929—1939[2], 1941—1956 — Гаррі Полліт
- 1939—1941[2] — Раджані Палм Датт
- 1956—1975 — Джон Голлан
- 1975—1989 — Гордон Макленнан
- 1989—1991 — Ніна Темпл

## Результати парламентських виборів
- Вибори 1922 — 30 684 голоси, 1 місце
- Вибори 1923 — 34 258 голосів, 0 місць
- Вибори 1924 — 51 176 голосів, 1 місце
- Вибори 1929 — 47 554 голоси, 0 місць
- Вибори 1931 — 69 692 голоси, 0 місць
- Вибори 1935 — 27 177 голосів, 1 місце
- Вибори 1945 — 97 945 голосів, 2 місця
- Вибори 1950 — 91 765 голосів, 0 місць
- Вибори 1951 — 21 640 голосів, 0 місць
- Вибори 1955 — 33 144 голоси, 0 місць
- Вибори 1959 — 30 896 голосів, 0 місць
- Вибори 1964 — 46 442 голоси, 0 місць
- Вибори 1966 — 62 092 голосів, 0 місць
- Вибори 1970 — 37 970 голосів, 0 місць
- Вибори 1974 (лютий) — 32 743 голоси, 0 місць
- Вибори 1974 (жовтень) — 17 426 голосів, 0 місць
- Вибори 1979 — 16 858 голосів, 0 місць
- Вибори 1983 — 11 606 голосів, 0 місць
- Вибори 1987 — 6 078 голосів, 0 місць

## Відомі члени
- Доріс Лессінг
- Джек Ліндсей
- Ерік Гобсбаум
- Джон Голдейн
- Джон Кернкросс
- Сем Ааронович
- Тільда Свінтон

## Партійні друковані органи, ЗМІ
- Marxism Today
- Морнінг стар — щоденний таблоїд